# 雪梁舎美術館
雪梁舎美術館（せつりょうしゃびじゅつかん）は、1994年に開館した新潟市西区にある企業博物館と私立美術館。
株式会社コメリの創業者である捧賢一が創設した。
1993年に「財団法人美術育成財団雪梁舎」を設立。2013年に公益認定を受け、「公益財団法人雪梁舎美術館」に移行、2022年に「公益財団法人美術育成財団雪梁舎」となった。

## 館名の由来
雪　　雪は純粋だ　天から贈られた花びらのように美しい　だが妥協のない厳しさをもつ
梁　　梁はふるさとの家　母のぬくもりと父のたくましい力強さをもっている
舎　　舎は人々が集い　励まし合い　競い合う　試練の場でもある
そんな願いで雪梁舎はつくられた

## 主な収蔵品
新潟県出身、新潟県ゆかりの作家の作品として良寛、土田麦僊、横山操、佐々木象堂、三浦小平二らを中心に、棟方志功、中林梧竹、マイセン磁器やマルク・シャガールの連作版画などを収蔵する。棟方志功は、国内でも有数のコレクションをもつ。

## 特徴
純日本建築の館内は、美術館としては珍しい86畳敷きの畳の展示室と、天井高く手斧ハツリの梁のわたる展示室を持ち、年間を通して様々な企画展を実施している。常設展示室として、マイセンの部屋とシャガールの部屋を設けている。館内の喫茶室では、マイセンのカップでコーヒーを飲むことができる。

## 雪梁舎フィレンツェ賞展
芸術家の育成、特に若手作家の発掘と育成を目的とした全国絵画公募展「雪梁舎フィレンツェ賞展」を主催。1999年の第1回展から毎年開催、受賞者のフィレンツェ留学を支援している。入選作の展示は新潟の雪梁舎美術館のほか、東京都美術館でも行われる。
2014年には、雪梁舎美術館とイタリアの国立フィレンツェ美術アカデミアが提携、フィレンツェ賞展受賞者のアカデミアでの特別聴講が認められた。

## 庭園

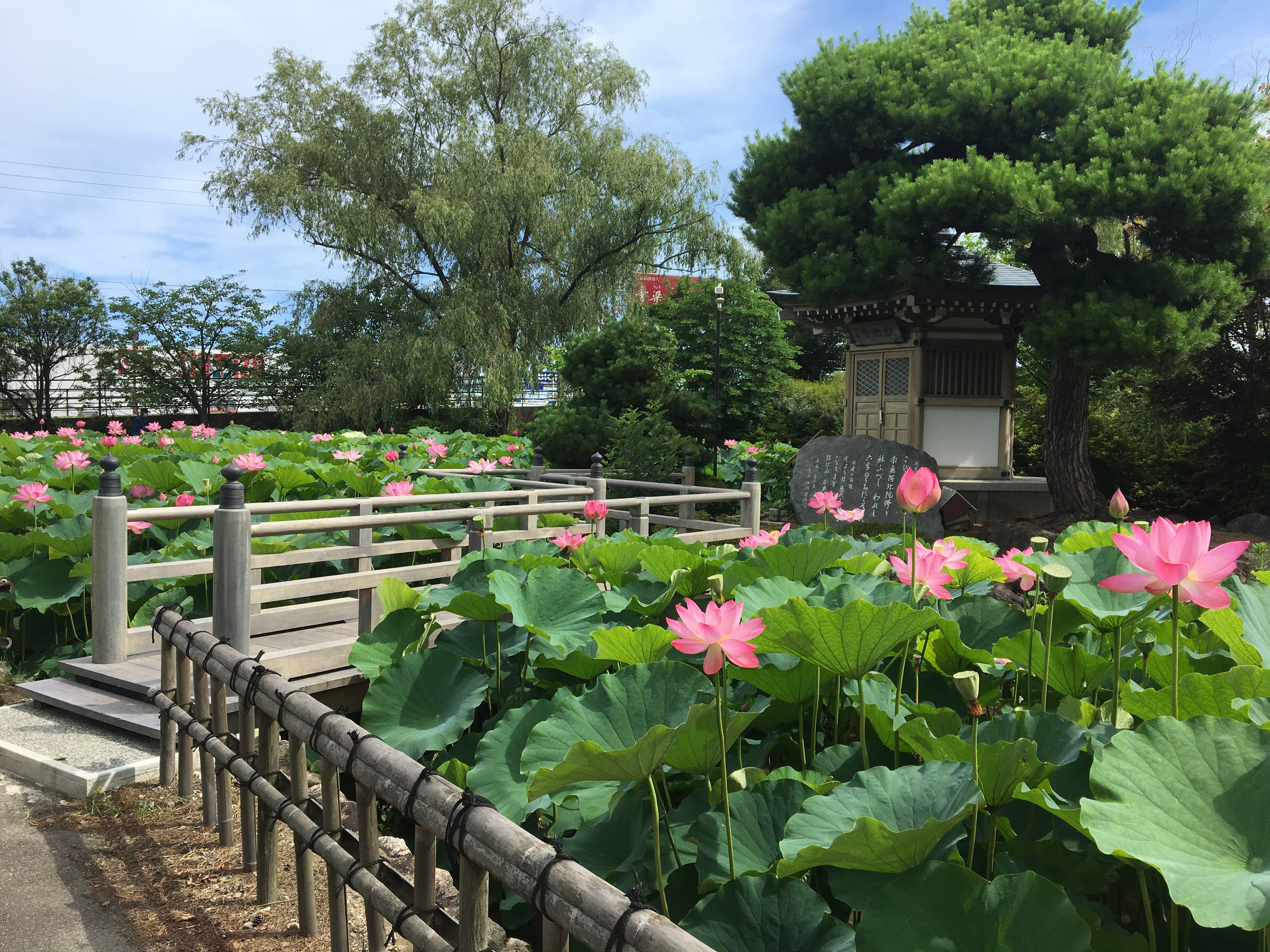
釈迦堂と蓮の花

館を取り巻く日本庭園では、四季折々の花木が咲き、夏になると大輪の蓮の花が池を覆いつくす。

## 周辺
かつてこの地は親鸞聖人が立ち寄られた場所として、越後七不思議の一つ「焼鮒伝説」の残る場所である。

## 交通案内
国道8号線沿いに立地しており、国道を挟んだ向かい側には「新潟ふるさと村」が所在する。
・新潟駅から車で約20分。
・新潟バイパス黒埼ICから約5分。
・北陸自動車道　新潟西ICから約10分。
・磐越自動車道　新潟中央ICから約10分。
・新潟駅からBRT萬代橋ラインに乗車、＜青山＞にて下車（約30分）大野・白根線、味方線に乗り換え＜新潟ふるさと村＞にて下車（約10分）バス停より徒歩3分
・新潟駅前・新潟駅南口より急行大野・白根線に乗車、＜新潟ふるさと村＞にて下車（約35分）、バス停より徒歩3分。